# إلتون (لاعب كرة قدم)
إلتون (بالبرتغالية: Elton Junior Melo Ataíde‏) هو لاعب كرة قدم برازيلي في مركز الوسط، ولد في 17 مارس 1990 في Teodoro Sampaio ‏ في البرازيل. لعب مع نادي بونتي بريتا.

## وصلات خارجية
- إلتون (لاعب كرة قدم) على موقع قاعدة بيانات كرة القدم.إي يو (الإنجليزية)
- إلتون (لاعب كرة قدم) على موقع Soccerway.com (الإنجليزية)